# Pemba (Mozambique)
 For alternative betydninger, se Pemba. (Se også artikler, som begynder med Pemba)
Pemba er en havneby i Mozambique med en befolkning på 141.316 indbyggere (2007) og er hovedby i Cabo Delgado.
12°58′S 40°31′Ø / 12.97°S 40.52°Ø